# Jaime de Sá Menezes
Jayme de Sá Menezes (Salvador de Bahía, 3 de abril de 1917 — 18 de febrero de 2002) fue un médico, biógrafo, historiador y profesor brasileño. Fundó la Academia de Medicina da Bahia, y fue presidente del Instituto Histórico e Geográfico da Bahia y miembro de la Academia de Letras da Bahia.

## Biografía
Hijo de Artur de Sá Menezes y Luísa América de Sá Menezes, Jaime fue bautizado en la Iglesia de Nuestra Señora de los Mares, teniendo como padrinos a Francisco de Sousa, profesor de la Escuela Politécnica de Bahía, y más tarde prefecto de Salvador de Bahía, y a Amália Cândida de Sá Menezes Moniz Barreto, su tía.
Jaime de Sá Menezes es descendiente directo de Diogo da Rocha de Sá, sobrino de Mem de Sá, que fue el tercer Gobernador General de Brasil. Su padre, Artur de Sá Menezes -nombre que Jaime dio después a su hijo- fundó junto con Arlindo Fragoso, Francisco da Silva e Lima, Alexandre Maia Bittencourt y otros, Escuela Politécnica de Bahía, de la cual recibió el título de Profesor Honorario en 1938.
Jayme de Sá Menezes fue miembro y presidente del Instituto Histórico y Geográfico de Bahía; miembro honorario del Instituto Histórico y Geográfico de São Paulo, y correspondiente de los de Santos, Minas Gerais y Sergipe; miembro de la Academia Pan-Americana de Historia de la Medicina; presidente consultivo de la Cruz Vermelha Brasileira, en la sección de Bahía, y médico del Departamento Nacional de Salud y del Ministerio de Educación y Cultura.

## Obras
Jaime de Sá Menezes escribió numerosos artículos sobre temas diversos en periódicos de Bahía, además de trabajos sobre medicina, historia de la medicina, genealogía e historia.
Algunos de sus libros son:
- Caminhada
- Agrário de Menezes: Um Liberal no Império
- Na Senda da História e das Letras
- Os Irmãos Mangabeira